# Portland, Oregon
Portland là một thành phố nằm ở nơi giao tiếp của hai con sông Willamette và Columbia trong tiểu bang Oregon. Với dân số 562.690, đây là thành phố đông dân nhất Oregon và là thành phố đông dân thứ ba ở vùng Tây Bắc Thái Bình Dương, đứng sau Seattle, Washington và Vancouver, British Columbia. Khoảng 2 triệu người sinh sống trong Đại Portland, xếp hạng 23 trong danh sách các vùng đô thị Hoa Kỳ.
Portland được thành lập vào năm 1851 và là quận lỵ của Quận Multnomah; nó lấn ranh một chút vào hai quận Washington và Clackamas.
Portland nằm trong vùng khí hậu duyên hải miền Tây, ấm vào mùa hè và có mưa nhưng mùa đông thì ôn hòa. Thời tiết lý tưởng cho trồng hoa hồng và hơn một thế kỷ qua Portland được mệnh danh là Thành phố Hoa hồng vì có rất nhiều vườn hoa hồng - đặc biệt nổi tiếng là Vườn Thí Nghiệm Hoa Hồng Quốc tế. Portland cũng được biết đến là nơi có nhiều hãng nấu rượu bia nhỏ và cũng là nhà của đội bóng rổ Trail Blazers.
Theo Điều tra Dân số Hoa Kỳ năm 2000, số người Mỹ gốc Việt ở Portland là 10.641 người, chiếm 2.0% dân số toàn thành phố.

## Lịch sử

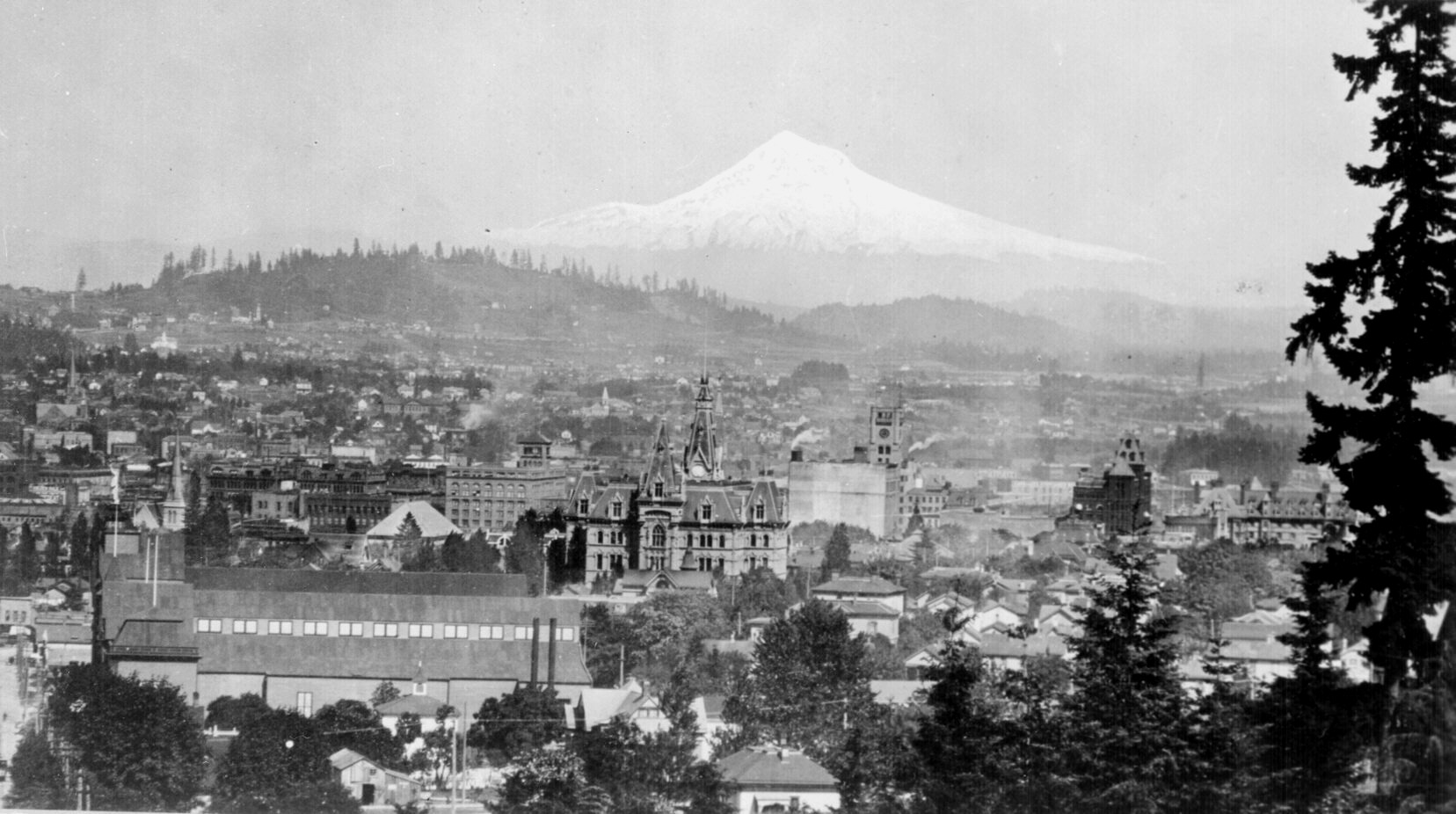
Portland năm 1890

Năm 1843, William Overton nhận thấy vùng đất này có tiềm năng thương mại rất lớn nhưng ông thiếu vốn cần thiết để xin cấp quyền sở hữu đất chính thức. Ông đồng ý hợp tác với một người khác là Asa Lovejoy từ Boston, Massachusetts: với 25¢, Overton được chia phần chủ quyền trên một diện tích đất rộng 640 mẫu Anh (2,6 km²). Overton sau đó bán lại phân nửa cho Francis W. Pettygrove từ Portland, Maine. Cả Pettygrove và Lovejoy đều muốn đặt tên cho thành phố mới này với tên thành phố ở quê hương của mình. Cuối cùng họ quyết định dùng đồng tiền sấp ngửa để định đoạt tên thành phố. Pettygrove thắng cuộc nên thành phố được đặt tên theo thành phố quê hương ông là Portland.
Cho đến ngày thành lập ngày 8 tháng 2 năm 1851 Portland chỉ có khoảng trên 800 cư dân, một trại cưa chạy hơi nước, một khách sạn bằng gỗ và một tờ báo tên là Tuần báo Người Oregon. Vào năm 1879, dân số tăng lên 17.500 người.
Vị trí của Portland rất thuận tiện cho lưu thông cả đường thủy và bộ ra Thái bình Dương: từ sông Willamette và sông Columbia và từ đại thung lũng nông nghiệp Tualatin qua con đường bằng phẳng vĩ đại "Great Plank Road" xuyên qua một thung lũng nằm trong dãy núi phía tây (hiện nay là Quốc lộ 26) đã mang lại cho Portland một lợi thế hơn so với các cảng lân cận và giúp nó phát triển nhanh hơn. Nó vẩn là cảng chính tại vùng Tây Bắc Thái Bình Dương suốt hết thế kỷ 19 cho đến khi cảng nước sâu của Seattle nối được với các nơi còn lại của địa lục Hoa Kỳ bằng tàu hỏa, mở ra tuyến đường thông bộ mà không phải đi qua sông Columbia đầy tai ương.
Lần đầu tiên Portland được gọi tên (Thành phố Hoa hồng) là vào năm 1888 bởi những du khách đến dự một hội nghị của Giáo hội Tân giáo (Episcopal Church). Biệt danh đó nhanh chóng trở thành quen thuộc sau cuộc triển lãm mừng sinh nhật 100 năm Cuộc thám hiểm của Lewis và Clark năm 1905. Cũng trong ngày đó Thị trưởng Harry Lane đề nghị thành phố cần một ngày Lễ hội Hoa hồng Lễ hội Hoa hồng Portland lần đầu được tổ chức hai năm sau đó và là tiếp tục là ngày lễ hội chính hàng năm cho đến bây giờ.

## Địa lý

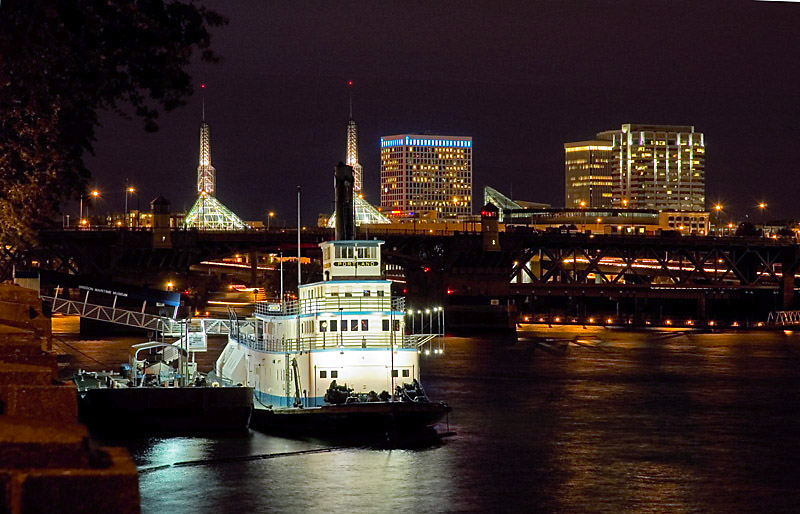
Sông Willamette và khu Lloyd ở hậu cảnh.

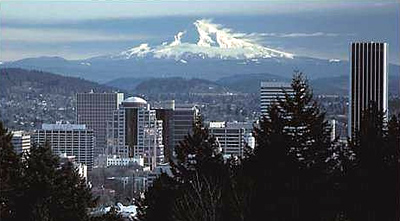
Quang cảnh phố trung tâm với Núi Hood ở hậu cảnh.

Portland nằm ở cực bắc của vùng đông dân nhất Oregon là vùng thung lũng sông Willamette. Về văn hóa và chính trị thì vùng đô thị Portland biệt lập với những phần còn lại của thung lũng này nên khi địa phương ám chỉ vùng này thì thường không kể Portland. Mặc dù hầu hết Portland nằm trong Quận Multnomah, có vài phần nhỏ của thành phố nằm trong Quận Clackamas và Quận Washington với dân số ước tính trong giữa năm 2005 theo thứ tự là 785 và 1.455 người. Sông Willamette chạy về phía bắc qua trung tâm thành phố, chia tây nam và đông nam thành hai phần mà mỗi phần là một phần tư thành phố trước khi đi tạc nhẹ lên hướng tây bắc để nhập vào sông Columbia (sông này chia tiểu bang Washington và Oregon) một khoảng ngắn trên phía bắc thành phố.
Theo Cục Điều tra Dân số Hoa Kỳ, thành phố có diện tích tổng cộng là 145,4 mi² (376,5 km²) trong đó 134,3 mi² (347,9 km²) là đất và 11,1 mi² (28,6 km²) hay 7,6% là nước.
Portland nằm trên bề mặt vùng núi lửa chết Plio-Pleistocene được biết với tên gọi là Bãi Dung nham Boring. Bãi dung nham này có ít nhất 32 ngọn núi hình nón như Núi Tabor, Portland, và trung tâm của nó nằm ở vùng đông nam Portland. Núi lửa có nguy cơ hoạt động lại là Núi Hood nằm phía đông Portland, có thể được nhìn thấy ở nhiều phần của thành phố và núi lửa đang hoạt động là Núi St. Helens nằm về phía bắc trong tiểu bang Washington, có thể nhìn thấy từ xa trên cao điểm của thành phố, và nó đủ gần để rải tro lên thành phố trong lần phun lửa ngoạn mục năm 1980.

## Khí hậu
Portland có khí hậu ôn hòa và theo mùa. Portland có lượng mưa là 44 in và 155 ngày mưa trung bình mỗi năm. Tuyết rơi thì không thường lắm. Mặc dù nằm trong vùng khí hậu duyên hải phía tây, Portland lại có nhiều đặc điểm của khí hậu Địa trung hải. Thành phố có mùa đông ướt ôn hòa và mùa hè khô nóng. Những tháng hè (tháng 6 đến tháng 9) đánh dấu thời kỳ khô nhất, trung bình mưa không quá 1 in mỗi tháng nhưng cũng có những tháng hè có rất ít thậm chí là không mưa. Mùa mưa là từ tháng 11 đến tháng tư, khoảng 80% lượng mưa rơi trong năm xảy ra trong những tháng này. Nhiệt độ thấp vào mùa đông ở mức quanh 35 °F (2 °C), và mùa hè nóng trung bình khoảng 80 °F (27 °C), tuy nhiên gió nóng mùa hè với nhiệt độ vượt trên 100 °F (38 °C) cũng có xảy ra. Nhưng phần nhiều thì mùa hè Portland rất thú vị với ánh nắng phong phú. Nhiệt độ thấp nhất được ghi nhận tại Portland là −3 °F (−19 °C) vào ngày 2 tháng 2 năm 1950. Nhiệt độ cao kỷ lục tại Portland là 107 °F (42 °C) được ghi nhận nhiều lần.
| Tháng              | Một   | Hai   | Ba    | Tư   | Năm  | Sáu  | Bảy  | Tám  | Chín | Mười | M.một | M.hai | Năm   |
| ------------------ | ----- | ----- | ----- | ---- | ---- | ---- | ---- | ---- | ---- | ---- | ----- | ----- | ----- |
| Cao trung bình °F  | 46    | 50    | 57    | 62   | 68   | 74   | 80   | 81   | 74   | 63   | 51    | 46    | 63    |
| Cao trung bình °C  | 8     | 10    | 13    | 16   | 20   | 23   | 27   | 28   | 23   | 17   | 11    | 8     | 17    |
| Thấp trung bình °F | 37    | 39    | 41    | 44   | 50   | 54   | 58   | 58   | 55   | 48   | 42    | 37    | 47    |
| Thấp trung bình °C | 3     | 4     | 5     | 7    | 10   | 12   | 14   | 14   | 13   | 9    | 6     | 3     | 8     |
| Lượng mưa (in)     | 6,24  | 5,07  | 4,51  | 3,62 | 3,10 | 2,00 | 1,60 | 0,50 | 0,90 | 3,39 | 6,39  | 6,75  | 44,07 |
| Lượng mưa mm       | 158,5 | 128,8 | 114,6 | 78,7 | 63,2 | 50,8 | 40,6 | 12,7 | 22,8 | 86,1 | 162,3 | 171,4 | 1119  |

## Nhân khẩu
Dân số thành phố vào năm 2000 là 529.121 người gồm 223.737 hộ và 118.356 gia đình. Mật độ dân cư là 1.521 người/km² (3.939,2 người/mi²). Có 237.307 đơn vị nhà ở với tỉ lệ 682.1 đơn vị/km² (1.766,7 đơn vị/mi²). Thành phần chủng tộc của thành phố là 77,91% da trắng, 6,64% gốc châu Phi, 6,33% gốc châu Á, 1,06% người bản thổ Mỹ, 0,38% các đảo Thái Bình Dương, 3,55% các giống dân khác, 4.15% có từ hai hay nhiều chủng tộc. 6,81% dân số là người nói tiếng Tây Ban Nha (Hispanic hoặc Latino) thuộc nhiều loại chủng tộc.
Trong tổng số 223.737 gia hộ, 24,5% gia hộ có trẻ em dưới 18 sống trong đó, 38,1% hộ có các cặp vợ chồng sống chung với nhau, 10,8% hộ có phụ nữ là gia trưởng không có chồng chung sống, và 47,1% hộ không phải là gia đình. 34,6% hộ gia đình có người sống một mình và 9% hộ gia đình có người già 65 và hơn sống một mình. Một gia hộ trung bình là 2,3 và một gia đình trung bình là 3.
Dân số trong thành phố có 21,1% dưới 18, 10,3% từ 18 đến 24, 34,7% từ 25 đến 44, 22.4% từ 45 đến 64 và 11,6% là 65 và hơn. Tuổi trung bình là 35 tuổi. Cứ 100 nữ thì có 97.8 nam. Từ 18 tuổi trở lên thì tỉ lệ này là 100 nữ thì có 95,9 nam.
Thu nhập trung bình cho một gia hộ trong thành phố là 40.146 đô la và thu nhập trung bình của một gia đình là 50.271 đô. Nam có mức thu nhập trung bình được báo cáo là 35.279 đô la so với 29.344 đô được báo cáo cho nữ. Tỉ lệ thu nhập trên đầu người của thành phố là 22.643. 13,1% dân số và 8,5% gia đình sống dưới mức nghèo khó.

## Thể thao
Portland có một đội thể thao trong Liên đoàn Bóng rổ Quốc gia của Hoa Kỳ (National Basketball Association) là đội Trail Blazers và cũng có nhiều đội thể thao khác trong các hội thể thao nhỏ (minor leagues). Chạy bộ là môn thể dục chính trong vùng đại đô thị mà có tổ chức cuộc chạy đua Marathon Portland và nhiều cuộc chạy tiếp sức khác từ Núi Hood đến bờ biển miền Tây. Trượt tuyết và lướt ván tuyết cũng rất phổ biến với nhiều khu vui giải trí gần cạnh trên Núi Hood, bao gồm khu nghĩ giải trí mở quanh năm là Timberline.
Portland là nhà trước đây của đội Portland Rosebuds (thuộc Hội Khúc côn Cầu Duyên hải Thái Bình Dương), là đội thể thao nhà nghề đầu tiên của Oregon và là đội khúc côn cầu nhà nghề đầu tiên của Hoa Kỳ.

## Giáo dục

### Giáo dục công lập
Học khu các trường Công lập Portland (Portland Public Schools district) có 100 trường đa dạng dạy các lớp từ mẫu giáo đến lớp 12 cũng như có 50 chương trình giáo dục đặc biệt. Số học sinh của học khu là vào khoảng 53.000 — chiếm trên 90% trẻ em đến tuổi đi học là tỉ lệ phần trăm cao hơn các học khu thành thị khác. Mặc dù tổng số ghi danh ở các trường giảm sút sau sự thay đổi về nhân khẩu, các trường công lập Portland đang đối diện với áp lực về ngân sách gia tăng.
Các trường trung học công lập Portland:
- Trung học Benson Polytechnic
- Trung học Cleveland
- Trung học Franklin
- Trung học Grant
- Trung học Jefferson

- Trung học Madison
- Trung học Marshall
- Trung học Woodrow Wilson
- Trung học Lincoln
- Metropolitan Learning Center

Trung học Lincoln là trường trung học công lập xưa nhất phía tây sông Mississippi, được thành lập năm 1869 và rất tự hào vì có những người nổi tiếng từng học ở đây như là giọng thâu âm phim hoạt họa Mel Blanc, ca nhạc sĩ Elliott Smith, Matt Groening (người sáng tác phim Gia đình Simpsons) và phi hành gia S. David Griggs. Cả Lincoln và Cleveland thu hút nhiều học sinh vì Chương trình Cử nhân Quốc tế. Phil Knight, người sáng lập công ty giày Nike tốt nghiệp từ trường Cleveland. Benson, trường trung học thu hút của cả thành phố mang tên ông chủ ngành lâm nghiệp và người tận tâm với xã hội Simon Benson đã trao tặng khoảng giá trị tương đương năm 2006 là 1,5 triệu đô la vào năm 1917.

### Đại học và cao đẳng

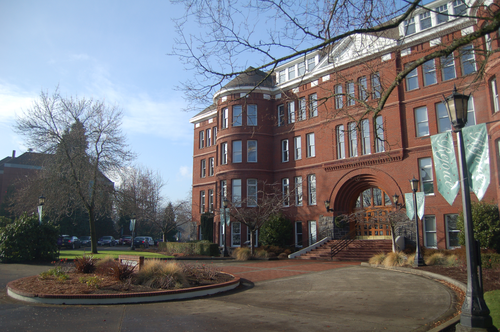
Tòa nhà Waldschmidt của University of Portland.

Portland State University hay viết tắt là PSU, viện đại học thuộc tiểu bang tại Portland có số sinh viên ghi danh là khoảng 26.000, cao nhất trong số các đại học lớn nhất Oregon. Cơ sở chính của viện đại học là phía gốc nam phố chính của Portland. PSU có chương trình đào tạo thạc sĩ về mỹ thuật tự do, thương nghiệp, kỹ sư, khoa vi tính, nghệ thuật biểu diễn, phục vụ xã học và thành thị. Chương trình tiến sĩ gồm có ngành công chánh, sinh vật học, giáo dục, điện và điện toán, khoa vi tính, khoa học môi trường, toán, giáo dục toán, tâm lý, quản lý công cộng, nghiêm cứu thành thị, xã hội học, dịch vụ xã hội, khoa học hệ thống và quản lý kỹ thuật.
Portland Community College là trường cao đẳng cộng đồng tại Portland có ba cơ sở chính yếu trong thành phố (Cascade, Rock Creek, và Sylvania) cũng có các trung tâm nhỏ hơn là Trung tâm Đông nam (Southeast Center) và Trung tâm Đào tạo Lao động Thành thị (Metropolitan Workforce Training Center).

#### Các trường đại học và cao đẳng tư
- Cascade College
- Capstone College
- Concordia University
- Lewis & Clark College
- Multnomah Bible College and Biblical Seminary
- University of Portland
- Reed College
- Warner Pacific College
- Portland Bible College
- Concorde Career Institute
- Western Culinary Institute.

#### Trường Y khoa

Tòa nhà Hatfield ở OHSU.

OHSU là tên gọi tắt của Viện Đại học Y tế và Khoa học Oregon (Oregon Health & Science University), viện có một trường dạy y tế, y khoa và nha khoa quan trọng đặt cơ sở giảng dạy chính của mình ngay ở phía nam của phố chính trong Vùng núi Tây. Cơ sở giảng dạy này nằm ngay tại một khu vực y khoa (gọi tên thân thiết là "Đồi Thuốc") bao quanh là những bệnh viện khác như Bệnh viện Cựu Chiến binh, Bệnh viện Shriners Portland và Bệnh viện Trẻ em Doernbecher.
OHSU có chương trình đào tạo thường xuyên các khoa như sau: Khoa Gây mê, Tâm lý Nhi đồng, Nội khoa, Nha khoa, Da liễu, Quang tuyến Phân tích, Y khoa Cấp cứu, Y khoa Gia đình, Giải phẫu Tổng quát, Khoa Di truyền, Thần kinh, Giải phẫu não, Y tá, Khoa sản và Phụ sản, Khoa mắt, Giải phẫu Tai Mũi Họng, Giải phẫu Chỉnh hình, Khoa Di trùng học, Nhi khoa, Tâm lý, Sức khỏe Cộng đồng và Y khoa Phòng bệnh.
Các trường Y khoa khác còn có:
- Oregon College of Oriental Medicine: Đại học Đông Y Oregon
- National College of Naturopathic Medicine: Đại học Y khoa Thiên nhiên Liệu pháp Quốc gia
- Western States Chiropractic College: Đại học Chỉnh xương các Tiểu bang miền Tây

#### Các trường cao đẳng mỹ thuật
Gồm có sau đây:
- Art Institute of Portland: Viện Mỹ thuật Portland
- Pacific Northwest College of Art: Cao đẳng Mỹ thuật Tây bắc Thái Bình Dương
- Oregon College of Art and Craft: Cao đẳng Mỹ thuật và Thủ công Oregon
- Northwest Film Center: Trung tâm Phim ảnh Tây bắc.

## Giao thông

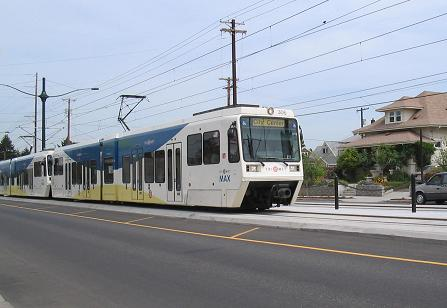
Hệ thống xe điện nhẹ tốc hành vùng đại đô (Metropolitan Area Express hay MAX) là phần quan trọng của hệ thống giao thông công cộng của thành phố.

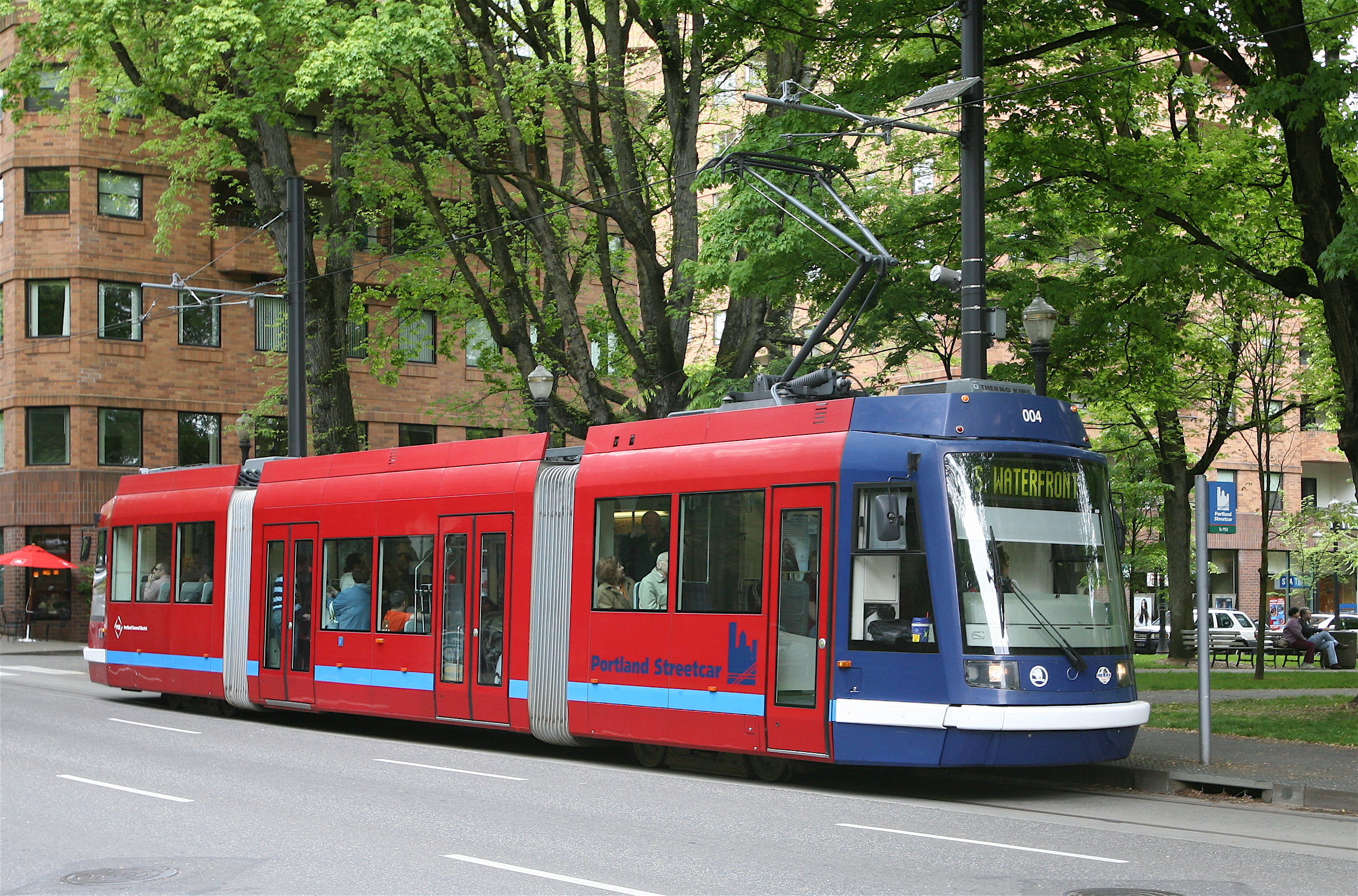
Một xe điện đường phố (Portland Streetcar) tại viện Đại học PSU.

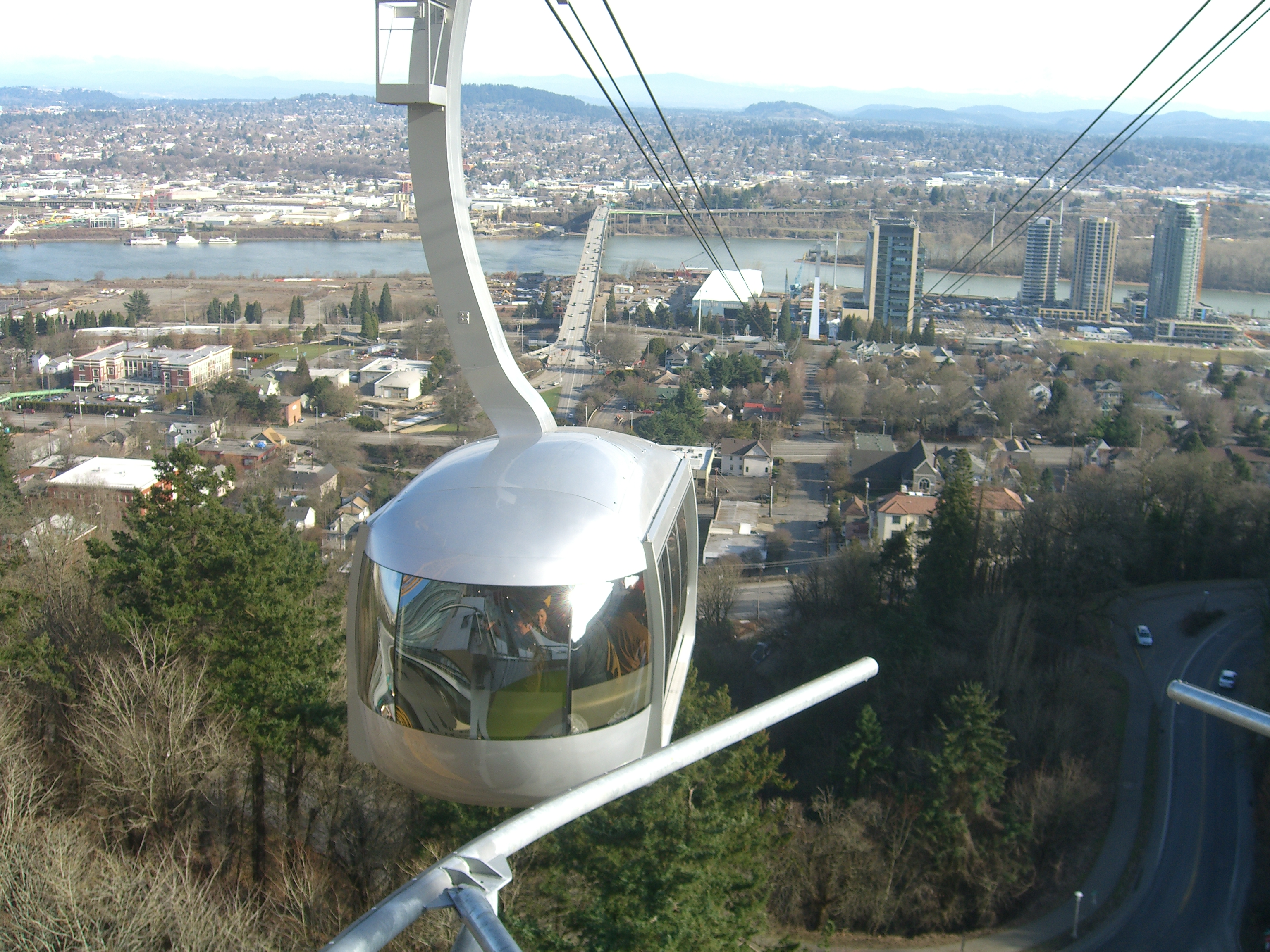
Xe cáp treo Portland đang đi xuống phía khu Nam Bến sông.

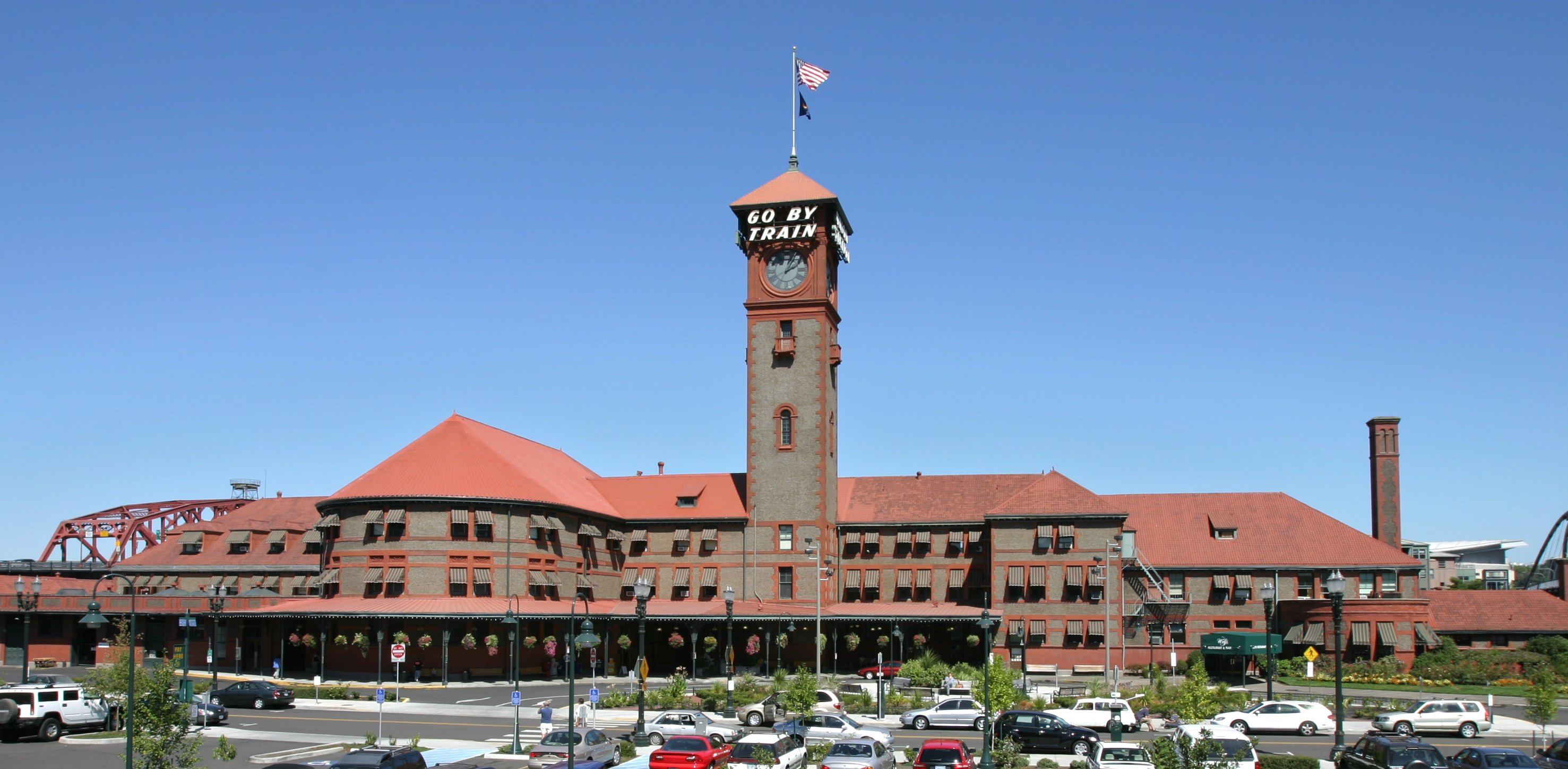
Trạm xe lửa Union cùng với khẩu hiệu biểu tượng "Hãy đi xe lửa".

Vùng đô thị Portland có các dịch vụ giao thông tiêu biểu thường thấy ở các thành phố lớn của Hoa Kỳ, tuy nhiên Oregon luôn để ý đến kế hoạch sử dụng đất sao cho có lợi và phát triển giao thông theo hướng trung chuyển trong địa giới phát triển vùng thành thị, có nghĩa là người di chuyển hàng ngày vào thành phố có nhiều sự chọn lựa chuẩn bị chu đáo.
TriMet công ty điều hành hầu như tất cả các dịch vụ xe buýt của vùng đô thị và hệ thống xe điện nhẹ MAX (Metropolitan Area Express) nối thành phố với các vùng phụ cận. Đường số 5 và 6 dưới phố chính từng là Trung tâm Trung chuyển Portland. Ban đầu trung tâm trung chuyển này được dành cho các tuyến xe buýt, nơi mà đi lại bằng xe hơi bị hạn chế, chạy từ bắc đến nam và ngược lại qua phố chính. Trong lúc xây dựng trung tâm trung chuyển mới cho xe buýt và cả hệ thống xe điện nhẹ, các chuyến xe buýt được di chuyển đến đường số 3 và số 4, còn đường số 5 và 6 bị đóng lại cho xây dựng ở giữa đường West Burnside và Southwest Clay.
Xa lộ Liên tiểu bang 5 (Interstate 5 hay I-5) nối Portland với thung lũng Willamette, miền nam Oregon, và tiểu bang California về phía nam và với tiểu bang Washington về phía bắc. Xa lộ Liên tiểu bang 405 hay I-405 hình thành một vòng kép kín với I-5 quanh khu trung tâm thành phố. Xa lộ Liên tiểu bang 205 hay I-205 là một đường vòng đai phía đông nối Phi trường quốc tế Portland. Quốc lộ 26 giúp lưu thông hàng ngày trong vùng đô thị và tiếp tục đi về phía tây ra Thái bình dương và về hướng đông tới Núi Hood và miền trung Oregon. Quốc lộ 30 băng qua thành phố và kéo dài đến Astoria, Oregon ở phía tây; băng qua Gresham, Oregon và đến các thành phố nhỏ phía đông. Xa lộ Liên tiểu bang 84 hay I-84 bắt đầu ở khúc giáp nối với I-5 gần phố chính chạy dọc theo sông Columbia về phía thành phố Boise, Idaho.
Phi trường chính của Portland là Phi trường quốc tế Portland (IATA: PDX, ICAO: KPDX), nằm cách trung tâm thành phố khoảng 20 phút lái xe (40 phút bằng MAX) về phía bắc. Các chuyến bay quốc tế khởi hành đi Nhật (Tokyo), Singapore, Đức (Frankfurt), México (Guadalajara, Mexico City, Cabo San Lucas, và Puerto Vallarta), và Canada (Vancouver, British Columbia).
Amtrak là hệ thống xe lửa hành khách quốc gia cung cấp dịch vụ đến Portland tại trạm Union với ba tuyến đường. Các tuyến đường dài bao gồm Coast Starlight (phục vụ từ Los Angeles đến Seattle) và tuyến Empire Builder (phục vụ từ Portland đi Chicago.) Tuyến xe lửa phục vụ đường ngắn Amtrak Cascades hoạt động giữa Vancouver, British Columbia và Eugene, Oregon đi qua Portland nhiều lần trong ngày.
Người Portland còn có các phương tiện giao thông khác nữa. Xe điện đường phố (Portland Streetcar) hoạt động từ phía nam bến sông qua Viện đại học PSU phía bắc đến khu mua sắm và khu gia cư gần đó. Thành phố đặc biệt khuyến khích đi xe đạp trong thành phố và đã được công nhận bởi Hội xe đạp Mỹ trong số các thành phố vì các hệ thống đường xe đạp và các dịch vụ phục vụ xe đạp thân thiện khác. Xe cáp treo mới khánh thành nối liền khu nam bến Sông Willamette và Viện đại học Y khoa & Khoa học Oregon trên đồi Marquam. Nó được xây xong vào tháng 12 năm 2006.
Xe đạp còn là chọn lựa giao thông và đi lại phổ biến trong thành phố Portland. Liên minh giao thông bằng xe đạp đảm trách cuộc thi tài xe đạp hàng năm mà có đến hàng ngàn người tham gia để giành phần thưởng và sự công nhận dựa trên sức bền và thường xuyên đi xe đạp của họ.

## Thành phố kết nghĩa
Portland có 11 thành phố kết nghĩa, được ấn định bởi Hội những Thành phố Kết nghĩa Quốc tế:
- Ashkelon, Israel
- Bologna, Ý
- Corinto, Nicaragua
- Guadalajara, México
- Cao Hùng, Đài Loan
- Khabarovsk, Nga

- Mutare, Zimbabwe
- San Pedro Sula, Honduras
- Sapporo, Nhật
- Tô Châu, Cộng hòa Nhân dân Trung Hoa
- Ulsan, Nam Hàn

Portland cũng có quan hệ thành phố hữu nghị với Tallinn, Estonia.